# 全国土地日
全国土地日是中華人民共和國一個主題宣傳日。1991年5月24日，中華人民共和國国务院第八十三次常务会议决定，將每年的6月25日定为全国土地日。每逢當天，全国各地要舉辦活動，宣传《中华人民共和国土地管理法》以及珍惜土地、保护耕地。